# أبراهام كوفمان
أبراهام جوزيفيتش كوفمان (22 نوفمبر 1885 -25 مارس 1971) كان طبيبًا روسي المولد، ومنظم مجتمع وصهيونيًا ساعد في حماية بعض عشرات الآلاف من اليهود الذين يبحثون عن ملاذ آمن في شرق آسيا من الفظائع النازية خلال الحرب العالمية الثانية.
ونتيجة لصلاته بالسلطات اليابانية خلال الحرب العالمية الثانية والحرب اليابانية الصينية الثانية فقد تم اختطافه وسجنه من قبل السلطات السوفيتية فور انتهاء الحرب، وتم احتجازه في معسكر غولاغ السوفيتي للعمل من 1945 إلى 1956. عملت السلطات الإسرائيلية فيما بعد على تسريع هجرته إلى إسرائيل حيث تمكن من استئناف ممارسته الطبية.

## النشأة
ولد أبراهام كوفمان ليوسف زالمونوفيتش كوفمان في عام 1885 في ميغيلن (Мглине)، وهي قرية يهودية صغيرة بالقرب من تشرنيغوف (منطقة تشيرنيهوفسكي السابقة –– бывшей Черниговской губернии) في أوكرانيا، التي كانت جزءً من الإمبراطورية الروسية). لقد كان الحفيدً الأكبر للحاخام شنور زلمان من ليادي، الذي أسس حركة حباد. تخرج كوفمان من معهد رياضي تقليدي (مدرسة ثانوية) في بيرم الروسية في عام 1903 حيث أصبح مهتمًا بالصهيونية. لقد درس الطب من عام 1904 في جامعة برن في سويسرا وتخرج منها وعاد إلى روسيا في عام 1908 أو 1909.
أصبح كوفمان صهيونيًا متحمسًا، وأثناء عمله في بيرم بعد حصوله على شهادته الطبية، كرس كل أوقات فراغه لدعم الحركة، حيث عمل تحت إشراف الدكتور إ. ف. تشلينوف (В.В.Членов) في منطقة موسكو. لقد قام بجولة في عدد من المدن التي ألقى فيها محاضرات حول الصهيونية، وأشرف على منظمة Hovavei Zion (хавевей-цион التي يرأسها والده يوسف.

## الانتقال إلى الصين

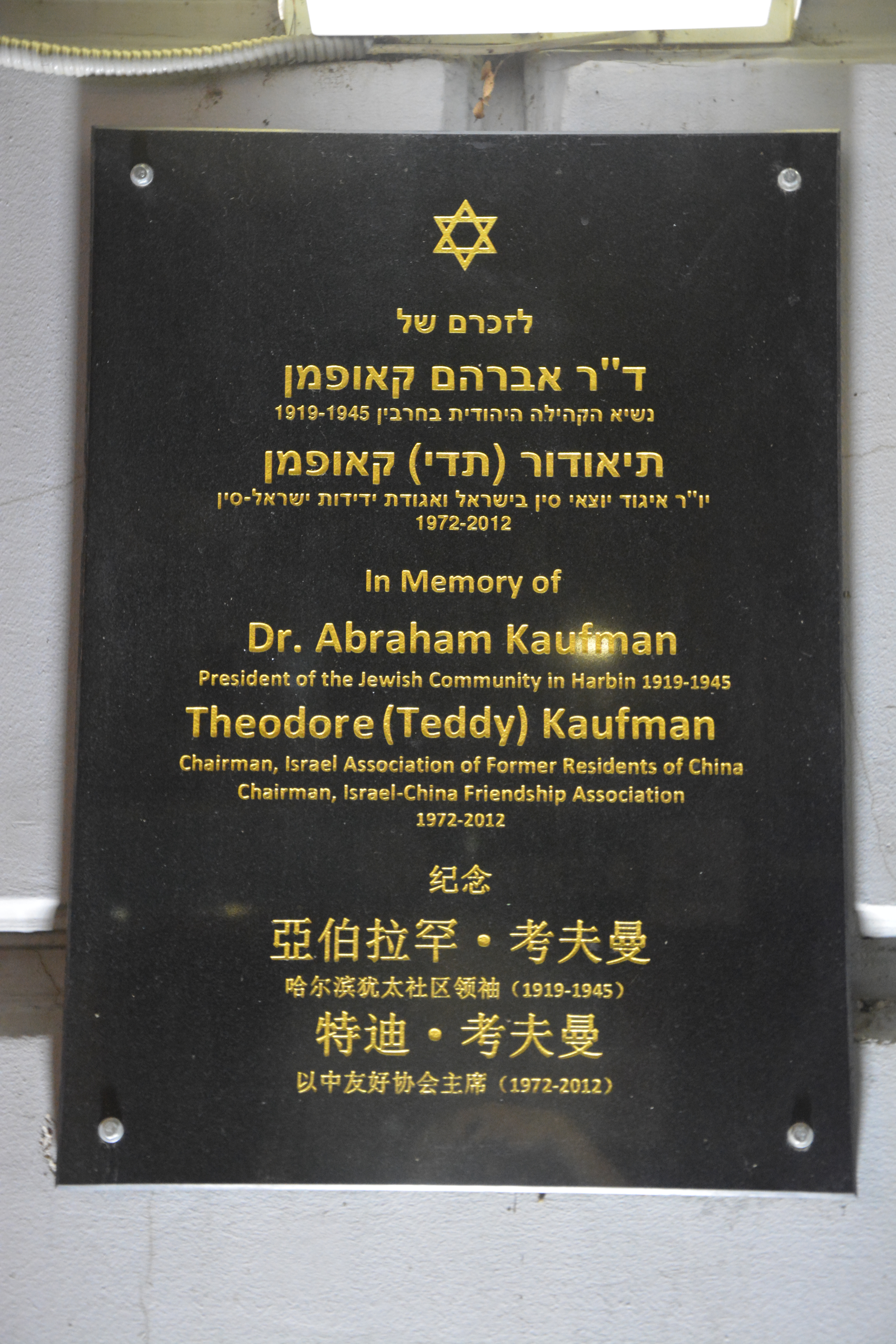

هاجر كوفمان إلى هاربن الصينية في عام 1912، وسرعان ما أصبح منظم مجتمع نشط في العديد من المنظمات اليهودية. في عام 1914، ساعد في تنظيم مجتمع EKOPO (اللجنة اليهودية لمساعدة ضحايا الحرب) لمساعدة حوالي 200 ألف لاجئ من الحرب العالمية الأولى بالمأوى والغذاء والرعاية الطبية. في عام 1919 أصبح زعيمًا صهيونيًا للجالية اليهودية في هاربن، وكذلك في منشوريا (التي سميت مانشوكو عندما احتلتها الإمبراطورية اليابانية) على نطاق أوسع، في ثلاثينيات القرن العشرين. لقد أصبح جزءً لا يتجزأ من المنظمات الثقافية لهاربن اليهودية. كانت له عدة مناصب في الأعوام 1919 حتى 1945:
- المدير الطبي للمستشفى اليهودي في هاربن
- رئيس الجالية اليهودية في هاربن
- رئيس الصندوق القومي اليهودي ومنظمات كيرين هايسود الصهيونية لجمع التبرعات
- عضو مجلس إدارة المنظمة الصهيونية العالمية والوكالة اليهودية
- رئيس المنظمة اليهودية الصهيونية في الصين
- رئيس الرابطة العبرية لهاربن
- رئيس تحرير مجلة الحياة اليهودية (Еврейская жизнь)، وهي مجلة يهودية اسبوعية باللغة الروسية (1921-1943)
- رئيس المجلس الوطني ليهود شرق آسيا (الشرق الأقصى) في عام 1937

كما كان أيضًا رئيس مجلس الشرق الأقصى اليهودي (FEJ - Национального Совета) الذي ساهم في تأسيسه، وكذلك Vaad Haleumi (Ваад-Галеуми)، وكلاهما تأسسا في عام 1937 بتشجيع من المسؤولين اليابانيين مثل نوريهيرو ياسو.

## الأنشطة خلال الهولوكوست
قام كوفمان، الذي كان صديقًا لعقيد الجيش الإمبراطوري الياباني ياسو والجنرال كيشيرو هيغوتشي، مهندسي ما سمي لاحقًا «خطة فوغو»، بتنظيم ثلاثة مؤتمرات كبيرة للمجلس اليهودي في الشرق الأقصى، الذي جمع يهودًا من جميع أنحاء شرق آسيا، وناشد بنجاح منظمة مقبولة تحت مظلة المؤتمر اليهودي العالمي. من خلال هذه المؤتمرات، عمل على تشجيع اليهود من أجزاء أخرى من المنطقة، والعالم، على التفكير في مانشوكو كملاذ آمن لليهود، وطمأنهم، كما أكد له أصدقاؤه اليابانيون، أن اليابانيين لم يكونوا معادين للسامية، ولا يميلون إلى التمييز العنصري ضد اليهود.
في مايو 1939، تمت دعوة كوفمان في زيارة رسمية إلى طوكيو، حيث زار العديد من وزارات الحكومة اليابانية، والتقى بعدد من المسؤولين، وأصبح أحد الأجانب القلائل الذين حصلوا على جائزة إمبراطورية. لقد اغتنم هذه الفرصة للتعبير للمسؤولين الحكوميين الذين قابلهم برغبات واحتياجات ومواقف يهود مانشوكو، وتمت طمأنته بالموقف غير التمييزي للحكومة اليابانية. كما شكر رسميًا رئيس الوزراء نوبويوكي أبه على الحماية الخالية من التحيز التي قدمتها السلطات اليابانية لليهود في شرق آسيا، واقترح أن يكون المجتمع اليهودي العالمي ممتنًا إذا أنشأت اليابان ملاذًا آمنًا في شرق آسيا، وأن تدعم الجاليات اليهودية من شرق آسيا في المقابل رؤية الإمبراطورية اليابانية لنظام جديد في شرق آسيا.
بحلول عام 1942، لجأ عدد كبير من اليهود إلى اليابان من أوروبا الشرقية، واستقروا في كوبه قبل نقلهم إلى شنغهاي غيتو في الصين. وفي وقت مبكر من عام 1941، زار رئيس الغيستابو المحلي جوزيف ميسينجر (جزار وارسو) الحي اليهودي، واقترح خططًا لإبادة السكان اليهود. انتصر كوفمان، من خلال نفوذه واتصالاته في الحكومة اليابانية، على طوكيو لمنع تنفيذ خطط ميسينجر. في النهاية، نجح كوفمان ورُفضت مخططات ميسينجر من قبل طوكيو، ولكن ليس قبل أن يتم القبض على الطبيب مع سبعة قادة آخرين من الجالية اليهودية وسجنهم وإساءة معاملتهم من قبل الكيمبيتاي (الشرطة العسكرية اليابانية) كخونة لاتهامهم اليابان بالتآمر للإبادة الجماعية. لقد أُفرج عن جميع قادة المجتمع باستثناء واحد بعد أيام أو أسابيع من اعتقالهم.
بعد الإفراج عنه، عاد كوفمان إلى هاربن، وإلى أنشطته مع المجلس اليهودي في الشرق الأقصى، والتي تضمنت جمع تبرعات كبيرة للجالية اليهودية الفقيرة بشدة في شنغهاي.

## الاعتقال بعد الحرب من قبل السوفيت
في عام 1945، قبل أيام فقط من نهاية الحرب العالمية الثانية، أعلن الاتحاد السوفيتي الحرب على اليابان وغزا منشوريا، واجتاح هاربن. وللاحتفال بنهاية الحرب بعد وقت قصير في 21 أغسطس، عقد السوفيت حفل استقبال رسمي دعوا إليه العديد من قادة الأقليات في المدينة، بما في ذلك الدكتور كوفمان، ثم اختطفه السوفيت مع اثنين من زملائه، أناتولي جريجوريفيتش أورلوفسكي (Анатолий Григорьевич Орловский)، وموزيس جاداليفيتش زمين (Моисей Гдальевич Зимин)، وقد قبض عليهم الجيش الأحمر السوفيتي لاحقًا بتهم التعاون مع القوات الأجنبية. كان زميل كوفمان السابق في الغرفة صهيونيًا بارزًا آخر هو حاييم وايزمان، وتم إصدار جواز سفر إلى فلسطين على الفور للطبيب، لكن السوفيت رفضوا إطلاق سراحه.
تم نقل منظمي الجالية اليهودية إلى الاتحاد السوفيتي، حيث تم سجن كوفمان في معسكر عمل غولاغ لمدة 11 عامًا. مات زمين أثناء سجنه في معسكر العمل الجنائي السوفيتي الذي كان معتقلًا فيه.

## الهجرة إلى إسرائيل
بعد إطلاق سراح كوفمان من نظام جولاج في عام 1956، انتقل إلى قراغندي في كازاخستان، ثم هاجر إلى إسرائيل في 25 مارس 1961. لقد انضم إليه ابنه تيودور (تيدي) كوفمان، الذي تولى بعد ذلك منصبًا رفيعًا في الحكومة الإسرائيلية. أمضى الدكتور كوفمان ما تبقى من حياته وهو يمارس الطب، وقد تخصص في طب الأطفال تحت الهستدروت في إسرائيل، ودفن هناك بعد وفاته في تل أبيب عام 1971.

## الأسرة
حصلت زوجة كوفمان على شهادة في الطب في جامعة برن. أصبح نجل كوفمان تيودور رئيسًا لجمعية السكان اليهود السابقين في الصين، وكذلك جمعية الصداقة الإسرائيلية الصينية. كما شارك هو وأستاذ أكاديمية هيلونغجيانغ للعلوم الاجتماعية البروفيسور تشو وي في كتابة «الشعور بالحنين إلى الوطن لدى يهود هاربن». لقد درست زوجة تيودور، رشا سيغرمان، في مدرسة شنغهاي اليهودية في شبابها.